# Babenhausen (Bavière)
Pour les articles homonymes, voir Babenhausen.
Babenhausen est une commune de Bavière (Allemagne), située dans l'arrondissement d'Unterallgäu, dans le district de Souabe.

## Histoire
Ancienne seigneurie de l'Empire, Babenhausen passe au XVIe siècle aux comtes de Kirchberg, puis aux sires de Foerber, aux barons de Rechberg et enfin aux comtes de Fugger avant d'être médiatisée en 1806.